# La Salle's
La Salle's was een Nederlandse rockband uit Enschede. De band werd bij het grote publiek bekend door hun single Razzle Dazzle / High Class Baby, welke veel rock-'n-rollinvloeden had. Ook waren de leden gekleed in rock-'n-rollstijl, verwijzend naar de jaren 50 van de twintigste eeuw.

## Biografie
In 1979 bracht de groep hun enige single Razzle Dazzle / High Class Baby uit, op het label 1000 Idioten. De single was voorzien van een pakje kauwgum, verwijzend naar de rock-'n-roll uit de jaren 50 van de twintigste eeuw.
La Salle's trad in 1979 op bij Avro's platenpanel op de AVRO. Opvallend aan het optreden was dat de band halverwege het optreden van het podium stapte.
De band bestond tot in de jaren 80 van de twintigste eeuw. Zo werd bijvoorbeeld in 1985 nog opgetreden in Enschede.

## Bezetting
La Salle's bestond uit vijf leden: Helmuth la Salle (zang/gitaar), Marcel Witteveen (basgitaar), Fred B. (drums), Charles Engering (sologitaar) en Piet Draaier/Drayer (gitaar).